# Basler Mission

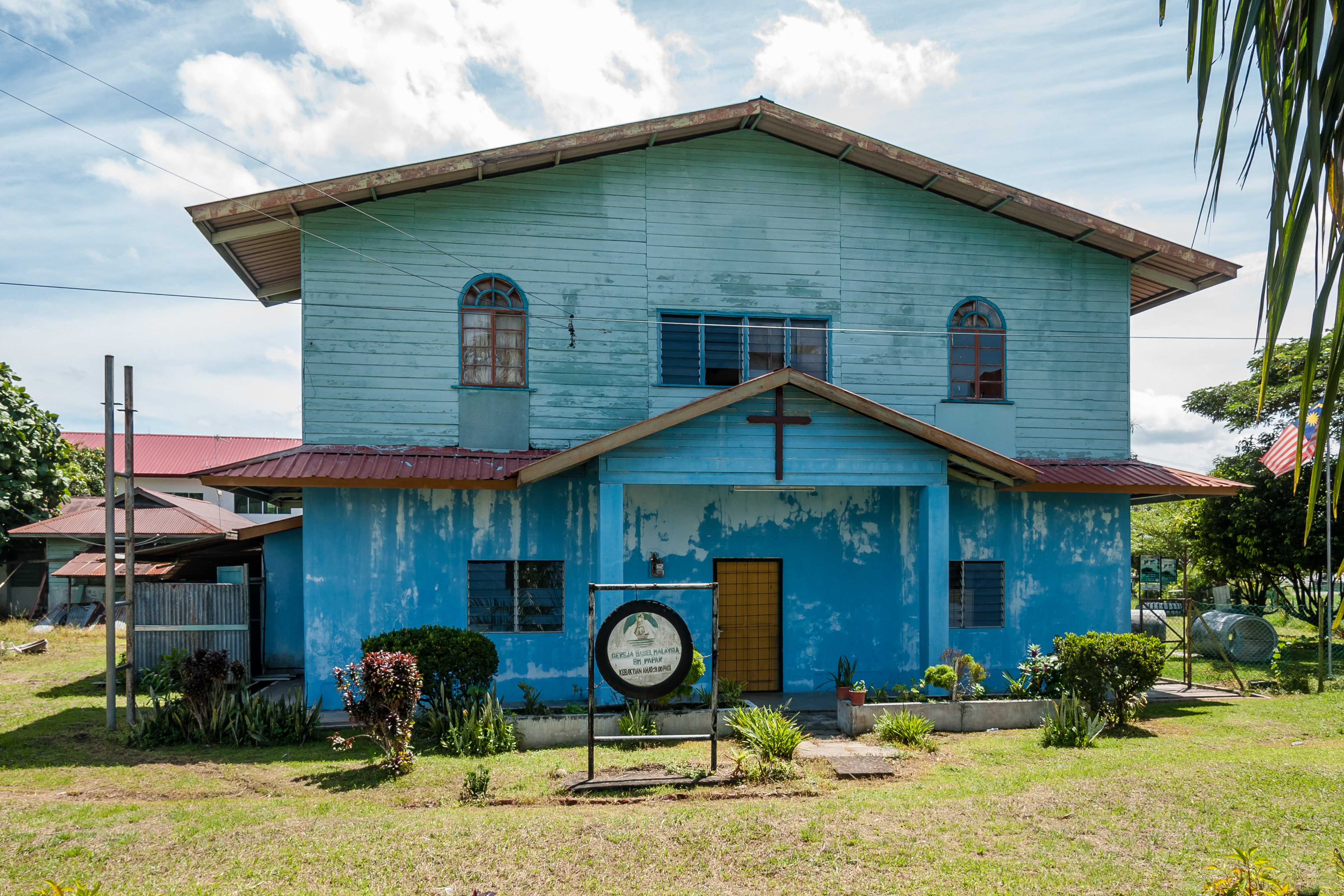
Haus der Basler Mission in Papar (Malaysia)

Die Basler Mission. Evangelische Missionsgesellschaft in Basel ist eine Schweizer ökumenische missionarische Organisation aus Basel, die im Jahr 1815 gegründet wurde und in weiten Teilen der Welt bis 2001 operativ tätig war. Sie ist heute der grösste von drei Trägervereinen von Mission 21 und hat die gesamte operative Ebene Mission 21 übergeben.

## Geschichte

### 1815–1914
Gründung und Organisation
Im Umfeld der Schweizer Handelsstadt Basel und des süddeutschen Pietismus wurde am 25. September 1815 die «Evangelische Missionsgesellschaft Basel» (kurz: Basler Mission) als Tochtergesellschaft der Deutschen Christentumsgesellschaft von Christian Friedrich Spittler und Nikolaus von Brunn gegründet. Die erste Sitzung des leitenden Komitees fand am 25. September 1815 statt, es wurden Komiteeprotokolle angefertigt. Dem ersten Komitee gehörten neben den beiden Gründern noch der Pfarrer Simon Emanuel LaRoche-Bernoulli, der Kaufmann Samuel Merian-Kuder, der Professor Friedrich Lachenal-LaRoche und der spätere Pfarrer Lukas Wenk-Zäslin an. Alle stammten aus alten Basler Bürgergeschlechten. In der Folge gründeten sich Hilfsvereine, die jedoch keinerlei Mitspracherecht hatten.
Die Basler Mission profitierte vom organisatorischen Talent und den internationalen Kontakten der Basler Handelsleute. Württembergische Pietisten stellten bis ins 20. Jahrhundert mehr als die Hälfte der Mitarbeitenden in Übersee, zu denen ab dem 20. Jahrhundert auch Frauen gehörten, und bis zum Zweiten Weltkrieg alle vollamtlichen Direktoren der Zentralstelle in Basel.
Ab 1816 wurden erste Seminaristen aufgenommen, wobei man ursprünglich Missionare ausbilden wollte, die dann für andere Missionsorganisationen in Übersee, wie zum Beispiel für die englische Church Mission Society (CMS), London Missionary Society und/oder die niederländische Mission Nederlandsch Zendeling Genootschap arbeiten sollten. Schon bald wurde aber in Basel über ein eigenes Missionsfeld nachgedacht. Die englische CMS nahm Einfluss auf die Lehrpläne der Basler Mission, die Basler Missionare dagegen konnten bestimmen, wie die ersten Stationen der CMS aufgebaut werden sollten.
1859 wurde die Missions-Handlungs-Gesellschaft Union Trading Company (UTC) gegründet, die bis 1917 von der Basler Mission kontrolliert wurde. Sie versorgte einerseits die Missionsstationen in Ghana und Südindien mit europäischen Waren (ohne Waffen und Alkohol) und betrieb andererseits Handel mit Palmöl, Kakao und Baumwolle. Ausserdem betrieb sie in Südindien Manufakturen, in denen die zum Christentum bekehrten Einheimischen Arbeit fanden. Der Geschäftsbetrieb lag in den Händen sogenannter Missionskaufleute.
Missionsfelder im 19. Jahrhundert

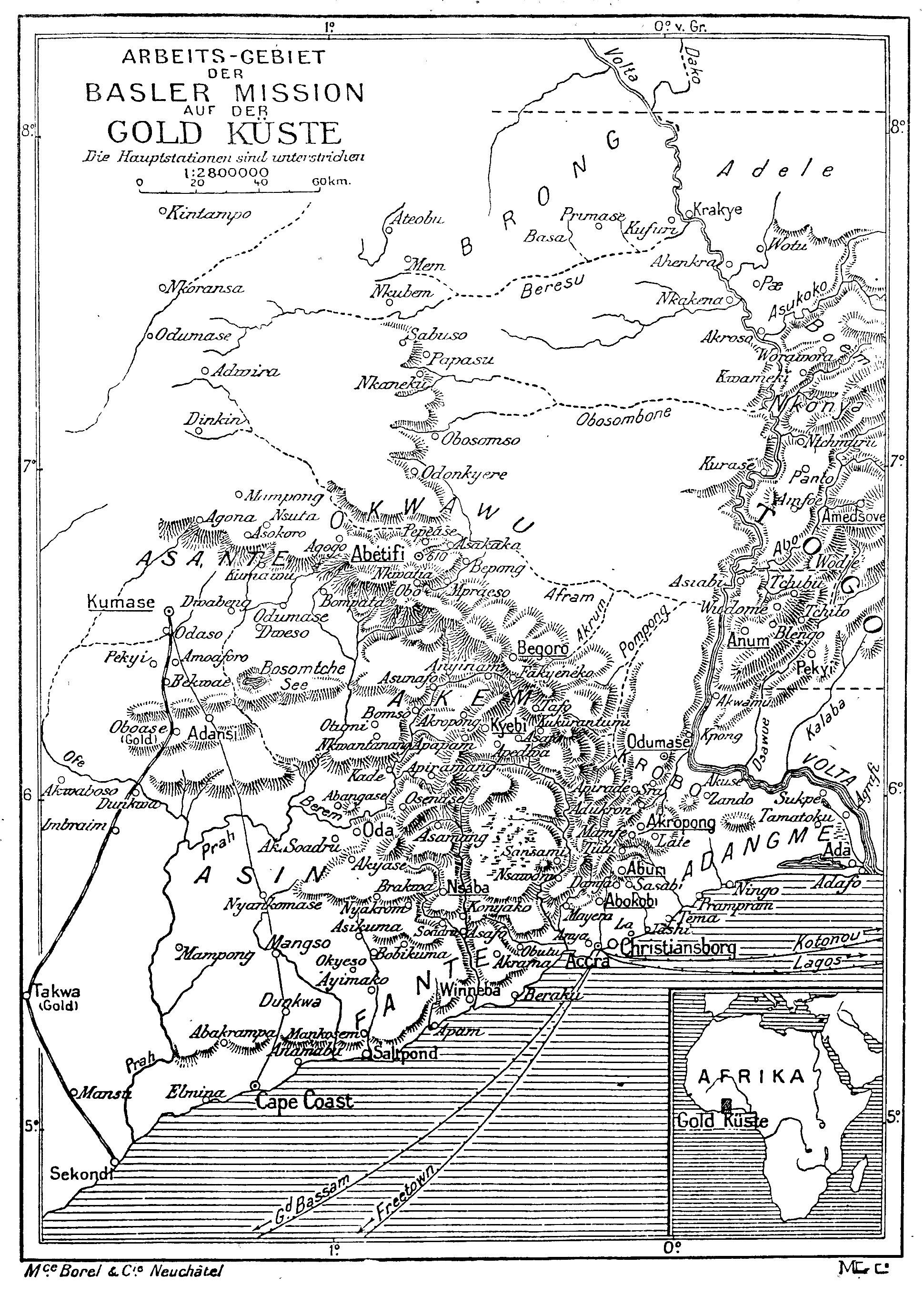
Original-Bildunterschrift: «Arbeits-Gebiet der Basler Mission auf der Gold Küste», vor 1914

Im 19. Jahrhundert begann die Basler Mission zahlreiche Projekte, die unterschiedlichen Erfolg brachten.
Das erste eigene Missionsprojekt war ab 1820 die Entsendung von Missionaren zu den christlichen Armeniern im südrussischen Kaukasus. Ziel war es, diese in die Lage zu versetzen, der islamischen Bevölkerung in der Nachbarschaft auf eine verständliche Art das Christentum nahezubringen. Es wurde soziale Hilfsarbeit geleistet, vor allem in Schulen und mit Druckereien für Schulmaterial und für religiöse Literatur. Diese Bemühungen verliefen aber nach etwa fünfzehn Jahren im Sande.
1827 wurde für kurze Zeit das westafrikanische Liberia und ab 1828 vor allem die Goldküste in den Blick genommen. Von ihrem eigenen Kontext her wollten die jungen Männer aus dem süddeutschen Raum unter den Bauern eine christliche Dorfgemeinschaft aufbauen. Der Erfolg war mässig. Vor allem in den ersten Jahren der Basler Goldküstenmission starben viele Missionare an Krankheiten. Dennoch wollte man den Menschen auf Augenhöhe begegnen und nutzte in Kirche und Schule die örtlich vorkommenden Sprachen. Aus der Missionsarbeit ging die Presbyterianische Kirche von Ghana hervor, die bis heute auf ihre Wurzeln verweist. Die Tätigkeit wurde aber erst nach 1842 nachhaltig.
In Südindien wurden ebenfalls Missionsstationen eröffnet. In den heutigen Staaten Karnataka und Kerala war die Basler Mission ab 1834 vertreten. Für das Kirchen- und Schulwesen nutzte sie auch hier die Lokalsprachen. Ferdinand Kittel spielte dort eine besondere Rolle. Aus kleinen Werkstätten entwickelten sich «Missionsindustrien», da die zum Christentum übertretende Inder ihre Kastenzugehörigkeit verloren und die damit verbundenen Berufe nicht mehr ausüben durften.
1846 begann die Basler Mission von Hongkong aus ihre Arbeit in Südchina (Kanton).
1847 begann die Arbeit in China, dem heutigen Hongkong und der gegenüberliegenden Provinz Guangdong.
Bis 1884 arbeitete die Mission nach aussen ohne Bindung an die Kolonialregierung. Ihre Absichten waren ähnlich, es ging auch in der Mission um Kontrolle und Herrschaft, wenn auch nicht so sehr um Expansion wie bei den Kolonialregierungen. Als Kamerun 1884 deutsche Kolonie wurde, setzte sich die Basler Mission gegen Konkurrenten durch und wurde als Deutsche Kolonialmission anerkannt. Dies verschaffte ihr erstmals unmittelbare Gestaltungsmöglichkeiten, und sie verfolgte nun ihre Interessen Hand in Hand mit den Kolonialbehörden. Ab 1885 übernahm sie in Kamerun die Missionsarbeit der englischen Baptisten. Es kam zur Gründung der Presbyterian Church of Cameroon. Nicht alle Baptistengemeinden wollten sich dieser neuen Kirche anschliessen. So kam es zur Gründung der «Native Baptist Church».

#### Erster Weltkrieg bis in die 1950er Jahre
Im Jahr 1913 konnte die Mission ein Budget von ungefähr 2’500'000 Franken verzeichnen und war mit ihren 635 aktiven Mitarbeitern eine Institution von beachtlichem Ausmass. Mit dem Ausbruch des Ersten Weltkrieges erlebte die Basler Mission aber ein abruptes Ende ihrer Blütezeit. Die Nationen Europas befanden sich in einem Krieg, welcher auch in den Kolonien ausgefochten wurde. Europäische Grossmächte versuchten ihre Herrschaftsgebiete in Asien und Afrika weiter auszubreiten. Dies behinderte oder verunmöglichte die Arbeit der Missionare in fast allen Missionsfeldern. So wurden die deutschen Mitarbeiter der Missionen sowohl von den Briten als auch den Franzosen vertrieben, oder sie hatten dem Marschbefehl ihrer Heimat Folge zu leisten. Hinzu kam eine steigende Armut in Europa, wodurch die Mittelbeschaffung stark erschwert wurde. Während des Krieges kam die Arbeit in den Feldern nahezu zum Erliegen.
Im Friedensvertrag von Versailles wurde bestimmt, dass die Basler Mission alle britischen Hoheitsgebiete verlassen musste. In der Zwischenkriegszeit änderte sich nicht viel an der Expansionspolitik europäischer Nationen in den Kolonien. Dennoch gelang der Basler Mission die Rückkehr in fast allen Feldern (ausser in Französisch-Kamerun) und mithin erfolgte ein Wiederaufbau der Missionstätigkeit. Im Jahr 1920 kam es zu der Übernahme einer neuen Station in Kalimantan/Indonesien (Südborneo). Da aber während des Krieges in vielen Gebieten kaum Missionare vor Ort waren, entstand in diesen lokalen Umfeldern vermehrt ein Bewusstsein eigener Kraft und Autonomie. Es bildeten sich lokale Kirchen und so trafen die Missionare bei ihrer Rückkehr sowohl auf neue, einheimische Kirchen, aber auch auf völlig verwahrloste Stationen.
Jedoch war dieser hoffnungsvolle Wiederaufbau nur von kurzer Dauer. Die Weltwirtschaftskrise zu Beginn der 1930er traf auch die Basler Mission hart. Die Situation verschlimmerte sich kurz darauf, aufgrund der Ereignisse in Deutschland. Die Basler Mission wurde durch die Regierung Hitlers insofern direkt betroffen, als dass die NSDAP den internationalen Geldfluss erschwerte. Indirekt, aber nicht minder einschneidend wurde die Basler Mission durch den Kirchenkampf betroffen. Mit dem Beginn des Zweiten Weltkrieges 1939 wurden die meisten der deutschen Mitarbeiter der Mission interniert und die schweizerischen Missionare waren erneut auf sich allein gestellt. Die Beziehungen zwischen einigen Vertretern der Basler Mission und dem Dritten Reich sind umstritten. Unumstritten ist das Engagement von Alphons Koechlin, dem Präsidenten der Basler Mission von 1936 bis 1959, für den Zusammenhalt der transnationalen Ökumene in feindlichen Lagern. Erst in den frühen 1950er-Jahren erfuhr die Basler Mission einen erneuten Aufschwung.

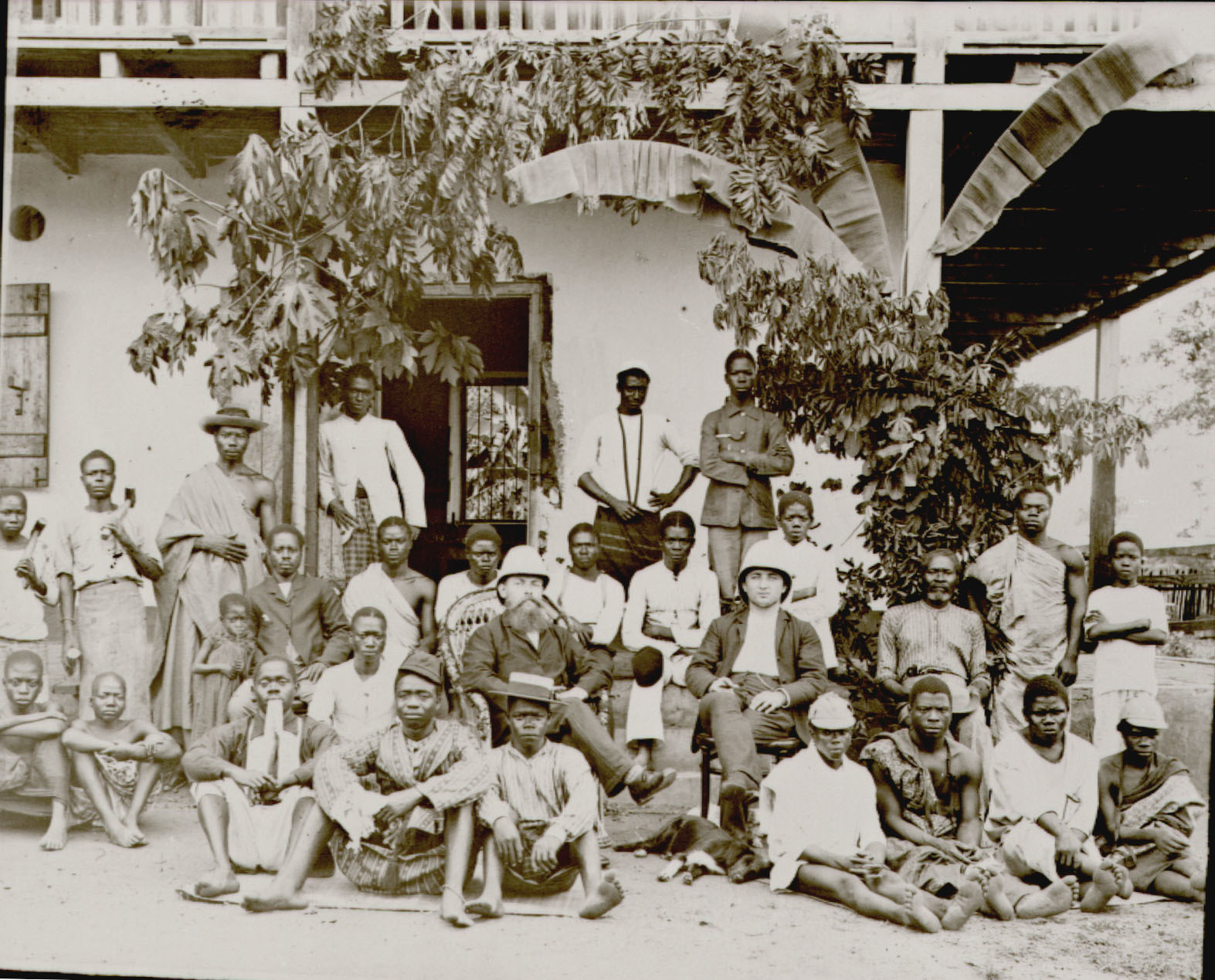
Schule der Basler Mission in der Kronkolonie Goldküste

### 1950–2001
Der wirtschaftliche Aufschwung im Nachkriegseuropa führte dazu, dass die Basler Mission wieder wachsen konnte. Knapp unter 400 Mitarbeiter in Übersee zählte die Mission in den frühen 1960er-Jahren. Die hohe Anzahl an Mitarbeitern lässt sich auf die Verbesserungen der Lebensumstände in den Missionsgebieten zurückführen, zum einen durch den technischen Fortschritt, welcher wochenlange Schiffsreisen ersetzte, zum anderen führten die Weiterentwicklungen in der medizinischen Behandlung und die Erforschung der Tropenkrankheiten dazu, dass die Missionsarbeit weniger gesundheitliche Risiken barg.
Neu war, dass die Basler Mission nicht mehr Missionare auf eine lebenslange Mission sendete. Die Missionare absolvierten in Basel einen mehrmonatigen «Vorbereitungskurs für Einsätze in Übersee», nach welchem sie ein paar Jahre in eine Mission entsandt wurden. Missionare wurden zudem nur noch auf Anfrage der Partnerkirchen in ihre Einsatzgebiete gesandt.
Im Lauf der Jahre weitete sich die Arbeit der Basler Mission auch auf Südamerika aus, wodurch die Mission in fast allen Teilen der Welt tätig war. Vom Jahr der Gründung bis zum Jahr 2001 entsandte die Basler Mission mehr als 3500 Missionare.
Die Basler Mission arbeitete mit einem Konzept der Partnerschaft, welches die Missionen, im klassischen Sinn, nicht mehr als Missionen, sondern als Partnerkirchen betrachtet. Die Partnerkirchen sind selbständig und können auf das Know-how der Basler Mission zurückgreifen. So wurde der Missionar zum Mitarbeiter. Aufgrund der Vielfalt der Konfessionen der Partnerkirchen agierte die Basler Mission als ökumenische Organisation. Sie trug zur Gründung von zwei weiteren Organisationen bei: dem EMS (Evangelisches Missionswerk in Südwestdeutschland, heute Evangelische Mission in Solidarität) und der KEM (Kooperation Evangelischer Kirchen und Missionen in der Schweiz), die zusammen mit der Basler Mission eine Missionsgemeinschaft bildete. Beide neuen Organisationen waren verantwortlich für wichtige Publikationen und Öffentlichkeitsarbeit.

### Seit 2001
2001 gründete die Basler Mission zusammen mit vier anderen Missionswerken bzw. -gesellschaften mission 21, welche den operativen Teil der Tätigkeiten aller Missionsgesellschaften übernahm. Der Verein Basler Mission (offiziell: Evangelische Missionsgesellschaft in Basel) führt unter der Leitung von Karl-Friedrich Appl das umfangreiche Archiv der Basler Mission weiter sowie den Kollektenverein u. a. für die Halbbatzen-Kollekte.
In Deutschland besteht weiterhin die 1954 gegründete Basler Mission - Deutscher Zweig (BMDZ).

## Die Rolle von Frauen in der Missionsarbeit der Basler Mission

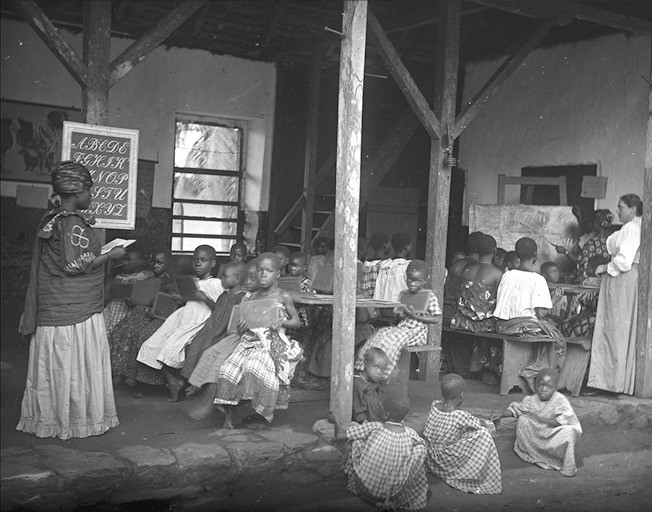
Schulzimmer in der Mädchenschule Aburi, Akwapim, Ghana. Afrikanische und europäische Lehrerin, 1900

Die Rolle von Frauen in der Missionsarbeit der Basler Mission konnte sich erst entwickeln, als die Leitung die Notwendigkeit von Frauen im Missionsdienst erkannte, vom Ideal des ledigen Missionars abrückte und sowohl Missionsbräute als auch Missionsschwestern entsenden wollte. Dies führte 1841 zur Gründung des Frauenvereins zur Erziehung des weiblichen Geschlechts in den Heidenländern und 1901 zu seiner Wiederbelebung nach einer längeren Zeit der Inaktivität. In der Basler Zentrale hatten nur äusserst wenige Frauen Leitungsfunktion. In den Missionsländern waren sie für die Bildung von Mädchen und Frauen und die Katechese zuständig, die Missionsbräute zusätzlich für die Versorgung des Missionars und der gemeinsamen Kinder. Neben der Christianisierung verfolgte die Basler Mission auch sozialreformerische Ziele, vor allem im Interesse der Frauen vor Ort, wie etwa den Einsatz gegen Gewalt gegen Frauen oder die Verbesserung der Stellung der Witwen. Feministische Forderungen, die eine Unabhängigkeit der Frau vom Mann enthielten, trug die Mission allerdings nicht mit. Das Schweizer Ideal der guten Hausfrau sollte auch in den Kolonien Fuss fassen, was sich in den Unterrichtsfächern an den Mädchenschulen zeigte. Strenge Heiratsregeln verhinderten Familiengründungen zwischen Missionsangehörigen mit europäischen Vorfahren und der lokalen Bevölkerung, nur sehr selten wurden Ausnahmen erlaubt. Während Männer in mehrfacher Hinsicht durch die Arbeit in der Mission einen sozialen Aufstieg erreichten, kam es für Frauen zu einem Abstieg aus der Schicht ihrer Herkunftsfamilie. Die Arbeit in den Missionsländern zeigte Rückwirkungen auf die Schweiz: Noch bis Ende des 20. Jahrhunderts wirkte die Diskriminierung von Menschen mit Vorfahren aus anderen Ethnien weiter.

## Ideologische Ausrichtung und die Praxis

### Ideen bei der Gründung
Missionsgesellschaften sind als eine Reaktion engagierter Christen des Abendlandes auf Berichte über die Existenz nicht abendländischer, nichtchristlicher Kulturen entstanden. Die Erweckungsbewegung und die Einflüsse des württembergischen Pietismus sind als treibende Kräfte für das Aufstreben der Basler Mission zu sehen. Im Zentrum des theologischen Denkens stand die Vorstellung vom nahenden Reich Gottes. Dies kündigte sich, so die Gründer des Werks (1815), durch «ein Wehen des Geistes Gottes über den ganzen Erdkreis» an und sollte durch die «Verbreitung des göttlichen Worts […] unter den fernen Völkern» und durch «die Liebe zu den armen Heiden, deren Heil wir zu befördern suchen», Gestalt gewinnen.
Das Seminar in Basel wurde ursprünglich mit der Absicht gegründet, Missionare auszubilden, welche dann in Übersee für andere Organisationen arbeiten sollten. Als die Basler Mission selber tätig wurde, war ihr Ziel, mit Bauern eine christliche Dorfkultur aufzubauen und sie zu animieren, ein christlich geprägtes Leben zu führen. Die Basler Mission legte Wert darauf, dass in den vor Ort errichteten Schulen in der «Eingeborenensprache» und nicht in der Kolonialsprache unterrichtet wurde. Die Missionare strebten jedoch danach, das Zusammenleben in den Missionen nach süddeutschem, pietistischem Vorbild zu gestalten.

### Haltung gegenüber der Sklaverei
Bereits 1820 verurteilte das Basler Mutterhaus die Sklaverei, da diese im Gegensatz zu den christlichen Werten stehe. Für das Jahr 1846 ist aus Ghana die Entlassung eines Missionars, der auf seiner Plantage Sklavinnen und Sklaven arbeiten ließ, überliefert. Dennoch duldeten Missionare in Ghana noch in den 1850er Jahren die Haltung von Familien- und Haussklaven und -sklavinnen durch zwölf einheimische Missionsmitarbeitende und einige weitere einheimische Gemeindemitglieder. Zwar habe hierbei eine Rolle gespielt, dass in Ghana damals die Chance, nach einer Freilassung Arbeit zu finden, gering gewesen sei, aber die Missionsleitung habe auf eine Lösung hingearbeitet und 1862 jegliche Sklaverei in der christlichen Gemeinde in Ghana untersagt. Da dies die Neuordnung der gesellschaftlichen Verhältnisse zur Folge hatte, habe es vorübergehend soziale Unruhen innerhalb der christlichen Gemeinden gegeben. Die dauerhafte Erhaltung sklavenfreier Gemeinden sei zudem vor dem Hintergrund eines fließenden Übergangs zwischen frei und unfrei unmöglich gewesen. Daher hätten die meisten Missionare in den Berichten an die Zentrale in Basel das Thema ausgespart.

### Kolonialistisch-imperialistische Praxis
Die Basler Historikerin Andrea Franc untersuchte in ihrer Dissertation 2008, ob schweizerische Privatunternehmen vom Kolonialismus anderer Staaten, zum Beispiel Grossbritanniens an der Goldküste, profitiert hätten. Zwar sei die Beziehung zwischen dem britischen Gouverneur und den schweizerischen Händlern nicht immer harmonisch gewesen, aber Franc kam zu dem Ergebnis, dass grundsätzlich ein Vorteil auf Seiten der Händler gegeben gewesen sei. So forderten viele von ihnen von der Kolonialregierung, gegen renitente Einheimische härter vorzugehen. Francs Fazit war: «Eine expansionistische Ideologie, wie sie hinter dem britischen Weltreich stand, lässt sich zwar nicht für den Schweizer Staat, sicher aber für die Basler Mission und auch für ihre Handelsgesellschaft ausmachen.» Zwar sei es vor 1914 nicht so sehr Imperialismus, sondern eher «wenig profilierter ökonomischer Expansionismus» oder «wirtschaftlicher Opportunismus» gewesen. Mit dem Beginn des Ersten Weltkriegs aber hätten Banken und Industrie auf eine Weise Expansionspolitik betrieben, die als Imperialismus im engeren Sinne zu sehen sei.
Die Historikerin Christine Christ-von Wedel erkannte zwar an, dass die Basler Mission 1901 gegen die «empörende Ausbeutung» der Bakwiri in Kamerun und die «unmenschlichen Landenteignungen» protestiert und damit für die Einheimischen im Konflikt mit den Plantageneigentümern etwas günstigere Bedingungen erreicht hatte. Aber die Missionare hätten das Recht der deutschen Kolonialmacht auf Enteignung nicht grundsätzlich in Frage gestellt, da sie von einer Zusammenarbeit mit dem korrupten Gouverneur abhängig waren.
Als Reaktion auf das allgemeine Interesse am Verhalten der Basler Mission in den Kolonien stellte sich die Mission 21 ab den 2020er Jahren der Aufarbeitung. Dazu wurde 2021 ein Webinar mit dem Titel Mission - Colonialism Revisited veranstaltet. Diese Tagung markierte einen Punkt auf einem Weg und definierte sich als Austauschplattform. Patrick Moser, Archivar der Mission 21, beschrieb dort zusammenfassend das Verhältnis der Mission zu den Kolonialmächten als Balanceakt zwischen Abgrenzung und Symbiose und nannte es ambivalent.

## Finanzierung
Einnahmen aus Sammlungen, unter anderem der Halbbatzen-Kollekte, und Erträge von Stiftungen waren die Grundlage die Missionsarbeit. Die Halbbatzen-Kollekte zielte ab 1855 vor allem auf Frauen als Spenderinnen und Sammlerinnen ab und generierte einen wesentlichen Teil der Einnahmen der Basler Mission. Der Spendenfluss blieb auch in schwierigen Zeiten erhalten, da die sparsamen Hausfrauen durch geschickte Einteilung ihrer Mittel immer noch kleine Summen für die Mission geben konnten. Die Sammlerinnen waren Hausfrauen, die gerne etwas Zeit für öffentlich angesehene Wohltätigkeit erübrigten.
Im ersten Sammeljahr erbrachte die Kollekte etwa 15 Prozent der Gesamteinnahmen der Basler Mission, 25 Jahre später bereits ein Viertel, in der Folge zwischen einem Viertel und einem Drittel. In der zweiten Hälfte des 19. Jahrhunderts kann von einem Viertel des Gesamtbudgets ausgegangen werden. In Krisenzeiten erhöhte sich das auf nahezu die Hälfte. Weitere Einnahmequellen waren der Verkauf von Handarbeiten von Frauen auf den Missionsbazaren und die Erträge der Mädchenmissionschulen aus dem Verkauf kunstvoller Textilien an die Gattinnen von Kolonialbeamten vor Ort oder an Städterinnen in Deutschland und der Schweiz.
Ab 1854/1859 trug auch die Missions-Handlungsgesellschaft zur Finanzierung bei. Diese exportierte Konserven, Tabak, Werkzeuge, Stoffe und Baumaterialien von Europa nach Afrika und Südindien, später auch Fahrzeuge wie Lastwagen, Autos und Fahrräder. Parallel wurden Baumwolle, Palmöl und später Kakao aus Afrika und Stoffe aus Indien nach Europa importiert. In den 1840er Jahren rief die Basler Mission eigene Betriebe ins Leben. Damit schuf sie Arbeitsmöglichkeiten für Inderinnen und Inder, die zum Christentum konvertiert waren und dadurch ihre Anstellungen verloren hatten. Ab 1852 arbeiteten Einheimische zum Beispiel in Indien an importierten Webmaschinen zur Herstellung von Indiennes, die dann nach Europa ausgeführt wurden. Dabei wurde die europäische Arbeitskultur in die indische Gesellschaft übertragen. Dies wurde bereits 1978 von Rudolf Fischer kritisch betrachtet.

## Bibelübersetzung
Frühe Bibelübersetzer der Missionsgesellschaft waren Johann Gottlieb Auer, Johann Gottlieb Christaller, Hermann Gundert, Christian Theophilus Hoernle, Rudolf Lechler, Johann Adam Mader, Martin Schaub, Eugen Schuler und Johannes Zimmermann.

## Betreuung der Kinder des ausgesandten Missionspersonals
Die «Kinderverordnung» der Basler Mission von 1853 schrieb vor, dass die Kinder der Missionare zum Schulbesuch und zur weiteren Ausbildung nach Europa gesandt werden mussten. Sie wuchsen im Kinderhaus der Basler Mission, in Bildungsanstalten in Süddeutschland oder bei Verwandten auf. Eltern und Kinder lebten daher getrennt und weit entfernt voneinander, auf unterschiedlichen Kontinenten und in differenten Kulturen; sie kommunizierten nur brieflich miteinander.

## Personen

### Schulung oder Arbeit bei der Basler Mission
- Georg Emil Autenrieth: War von 1926 bis 1947 als Missionar in China tätig.
- Werner Bieder (1911–1999): Studienleiter von 1955 bis 1971
- Heinrich Bohner: Missionar an der Goldküste, dann Präses in Kamerun, sandte alle seine zehn überlebenden Kinder hier zur Schule, darunter Theodor Bohner, später preussischer Landtagsabgeordneter, und Hermann Bohner, studierter Theologe, ab 1922 Japanologe
- Waldemar Bonsels: Wirkte 1903/1904 als Missionskaufmann in Indien und begann im Anschluss seine schriftstellerische Laufbahn mit einer vernichtenden Kritik der Basler Mission
- Johann Gottlieb Christaller und Johannes Zimmermann: Basler Missionare an der Goldküste, heute Ghana, schrieben die ersten Wörterbücher der Twi- und Ga-Adangme-Sprachen
- Ernst Johann Eitel (1838–1908): Missionar in China
- Samuel Gobat: Arbeitete für die Church Mission Society CMS, Missionar in Äthiopien, Bischof des anglikanisch-preussischen Bistums Jerusalem
- Hermann Gundert: Basler Missionar in Südindien, verfasste Wörterbücher für Malayalam
- Johannes Hesse, der Vater von Hermann Hesse, war von 1869 bis 1873 Missionar in Indien
- Ferdinand Kittel: Basler Missionar in Südindien, verfasste Wörterbücher für Kannada (ehemals Kanaresisch)
- Sigismund Wilhelm Koelle und Jakob Friedrich Schön (* 28. Dezember 1803; † 30. März 1889): Arbeiteten für die Church Mission Society CMS, Kulturforschung in Sierra Leone. Koelle sammelte Kanuri-Literatur mit Hilfe des Kanuri-Ältesten Ali Eisarna Gazirma
- Johann Ludwig Krapf und Johannes Rebmann: Arbeiteten für die Church Mission Society CMS in Ostafrika, erste Europäer auf dem Kilimandscharo
- Eugen Liebendörfer: Erster Missionsarzt in Indien, Mitbegründer und erster Geschäftsführer des Vereins für ärztliche Mission, einer Hilfsorganisation der Basler Mission
- Martin Maier-Hugendubel (1866–1954): Missionar in China
- Karl Gottlieb Pfander: Basler Missionar in Transkaukasien, dann für die Church Mission Society in Nordindien und Konstantinopel
- Elias Schrenk (1831–1913): Basler Missionar an der Goldküste 1859–1872 und Reiseprediger in Hessen und Thüringen 1875–1879
- Georg Ziegler: War von 1885 bis 1920 als Missionar in China tätig.

### Präsidenten/Direktoren/Inspektoren der Basler Mission
- Christian Gottlieb Blumhardt (1779–1838), Inspektor von 1816 bis 1838[3]
- Ludwig Friedrich Wilhelm Hoffmann (1806–1873), Inspektor von 1839 bis 1850[3]
- Joseph Friedrich Josenhans (1812–1884), Inspektor von 1850 bis 1879[3]
- Adolf Christ (1807–1877), Präsident von 1854 bis 1877
- Otto Schott (1831–1901), Inspektor von 1879 bis 1884[3]
- Theodor Oehler (1850–1915), Inspektor von 1884 bis 1915[3]
- Friedrich Würz (1865–1926), Inspektor von 1898 bis 1910, dann Direktor bis 1916
- Heinrich Dipper (1868–1945), Inspektor von 1910 bis 1913, Vizedirektor von 1913 bis 1915, Direktor von 1915 bis 1926
- Karl Hartenstein (1894–1952), Direktor von 1926 bis 1939
- Alphons Koechlin (1885–1965), Präsident von 1939 bis 1959[34]
- Jacques Rossel (1915–2008), Präsident von 1959 bis 1979
- Daniel von Allmen, Präsident von 1979 bis 1989
- Wolfgang Schmidt, Präsident von 1989 bis 1998
- Madelaine Strub-Jaccoud, Direktorin von 1998 bis 2000

Ab 2001 ist die operative Arbeit der Basler Mission bei Mission 21. Präsidenten der Basler Mission respektive des Trägervereins von Mission 21 sind:
- Paul Rutishauser, Präsident von 2001 bis 2007
- Karl-Friedrich Appl, Präsident des Vorstandes seit 2007

## Publikationen
Die Basler Mission gab seit 1828 jährlich Der evangelische Heidenbote heraus. Diese Publikation begann mit einer Einleitung des Herausgebers, es folgten Ausschnitte aus beispielhaften Briefen und Berichten der Missionare, die teilweise einleitend oder abschliessend kommentiert wurden. In der politisch unruhigen Zeit nach den Revolutionen der 1830er Jahre versuchte der Heidenbote, das deutsche und schweizerische Publikum zu beruhigen, indem er die europäische Geschichte weitgehend als Missionsgeschichte darzustellen versuchte. Ansonsten gab es jedoch eher selten Essays zu Grundsatzfragen und Sinn der Missionsarbeit. Das Zielpublikum des Organs bestand anfänglich vorwiegend aus Landwirten, Handwerkern und kleineren Angestellten.

## Ethnographische Sammlung der Basler Mission
Es ist keine Selbstverständlichkeit, dass Missionshäuser ethnografische Sammlungen anlegten. Der Grundstock der ethnografischen Sammlung der Basler Mission geht auf Christian Gottlob Barth aus Calw zurück, der 1860 seine rund 650 gesammelten Objekte an das neu erbaute Missionshaus in Basel verschenkte. Bereits zwei Jahre später hatte die Mission einen Katalog verfasst, der insgesamt 1558 Objekte unterschiedlichster Art verzeichnete und bis heute als museale Pioniertat gilt. Der Katalog, den die Mission zweimal überarbeitete, war geografisch gegliedert und umfasste naturwissenschaftliche sowie Kultus-, Industrie- und Kunstobjekte. Der ursprüngliche Zweck der Sammlung war ihre didaktische Funktion, sie diente bei der Ausbildung der neuen Missionare an der Missionarsschule in Basel. Schon bald jedoch sollte die Sammlung ein «möglichst getreues Bild des Zustandes, vor allem des religiösen Zustandes der Völker» wiedergeben. Zahlreiche Fotografien dazu lieferte Anna Rein-Wuhrmann (1881–1971), die über zwei Jahre hinweg ihre Arbeit und ihr Leben bei dem Volksstamm der Bamum in Kamerun dokumentierte.
Die erste öffentliche Missionsausstellung datiert auf das Jahr 1908. Aufgrund des grossen Erfolges wurde die Sammlung zu einer Wanderausstellung, welche in einer 50-jährigen Geschichte an über 40 Orten in der Schweiz und im benachbarten Ausland zu sehen war. Man weiss von über 250'000 Besuchern. Die Ausstellungsgeschichte der Sammlung endete im Jahr 1953 mit der Ausstellung unter dem Titel: «Licht aller Völker». 1981 wurde die gesamte Sammlung, die bis zu diesem Zeitpunkt aus 12'888 Objekten bestand, an das Museum für Völkerkunde, das heutige Museum der Kulturen in Basel als Dauerleihgabe übergeben. Dort fand 2015 eine Sonderausstellung mit diesen Exponaten zum Thema Mission possible? Die Sammlung der Basler Mission – Spiegel kultureller Begegnung statt.

## Filme
- Markus Imhoof: Flammen im Paradies (Les Raisons du Cœur). Spielfilm 1997 (Melodrama um einen Basler Missionar in Indien Anfang des 20. Jahrhunderts)
- Kathrin Winzenried: Gott und seine Helfer. Sie zogen aus, die Welt zu verbessern: Männer und Frauen der Basler Mission, die während der letzten 200 Jahre in sogenannten Heidengebieten das Christentum verkündeten. Was trieb die Missionare damals an? Welche Entbehrungen nahmen sie in Kauf und wie viel Leid wurde im Namen Gottes angerichtet? Schweizer Fernsehen SRF DOK, 24. März 2016[39]